# Bamessing
Ne doit pas être confondu avec Kenswei nsei, la langue bamessing.
Bamessing est l'un des quatre villages de la commune de Ndop (Ndop Council), département du Ngo-Ketunjia de la région du Nord-Ouest du Cameroun, situé à 8,8 km de Ndop. C'est aussi le siège d'une chefferie traditionnelle de 2e degré. Le village est spécialisé dans la fabrication de céramiques de style Nsei du nom de l'ethnie locale.

## Histoire
Le 16 septembre 2021, lors de la crise anglophone au Cameroun, une patrouille du Bataillon d'intervention rapide (BIR), unité d'élite de l'armée est attaquée par un groupe de miliciens séparatistes locaux, équipés notamment de lance-roquettes, causant la mort d'une dizaine de soldats.

## Organisation
Le village de Bamessing est constitué de 21 quartiers. Le village est géré par un Fon.

## Population
Les habitants de la commune de Ndop sont issus de la population Tikar. Les quatre principaux clans correspondent aux quatre villages de la commune. Le clan Nsei est connu principalement sous le nom de « Bamessing » et a donné son nom au village. D'autres groupes ethniques sont également présents, notamment des Haoussas  et des Bororos.

## Climat
Le climat est du type tropical avec une alternance de saisons humides et de saisons sèches accompagnées de températures modérées. Ce climat est favorable au développement des moustiques qui constituent un problème sérieux de santé publique dans ce secteur.

## Sol, relief et hydrographie
L'argile est très présente dans les sols de Bamessing, ce qui a contribué au développement de l’activité de poterie.
Le relief est peu vallonné avec des pentes douces. Le village s'appuie cependant au sud sur la colline Sabga Hill. Cette dernière est un réservoir naturel d'eau important pour l'approvisionnement de la commune de Ndop.

## Économie

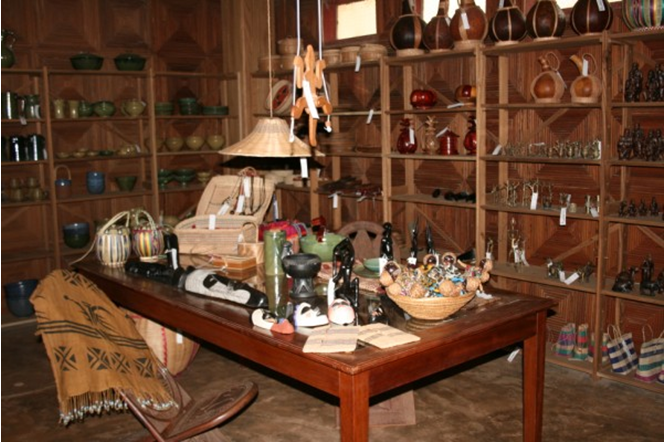
Produits d'artisanat à Bamessing

Bamessing est un centre traditionnel de poterie reconnu dont la production est vendue dans tout le Cameroun. Un centre de production est présent dans le village et constitue une attraction touristique. Un hébergement touristique est aussi présent.
Un marché se tient une fois par semaine avec 36 abris permanents et 12 en constructions lors du recensement de 2011, auxquels s'ajoutent 120 abris improvisés et quelques marchands ambulants. Il s'y vend un grand nombre de biens alimentaires et des objets (matériel scolaire, vêtements, ustensiles de cuisine...).

## Équipements
Bamessing accueille 17 structures scolaires administrées soit par l’État, des missions religieuses ou des organismes privés. Elle accueille notamment un collège et un lycée technique, des crèches, un collège bilingue et plusieurs écoles primaires.
Bamessing accueille un centre médical permettant de donner les soins de base et un centre médical lié à la mission catholique. Le matériel et les équipements de dépistage du VIH sont rattachés à l’hôpital d'arrondissement, mais des visites sont effectuées dans les villages de temps en temps.
Bamessing accueille également plusieurs centres sociaux permettant aux gens de se réunir.
Un puits équipé est présent dans le quartier de Njingleng et deux points de distribution d'eau potable sont présents dans les quartiers de Mufuo et du sud-ouest de Bamessing.
Le village est électrifié (240 VAC) avec de nombreuses maisons raccordées au réseau.

## Transport
Bamessing est relié à Ndop par la route nationale N11 qui traverse une partie du village. Cette route nationale relie Bamenda, Kumbo et Nkambé. Les autres routes sont des routes saisonnières non entretenues en hiver.